# The Peoples of Middle-earth
The Peoples of Middle-earth (« Les Peuples de la Terre du Milieu ») est le douzième volume de la série de l'Histoire de la Terre du Milieu. Publié par Christopher Tolkien en 1996, il n'est pas encore traduit en français. Il comprend quatre parties :
- La première retrace le développement du prologue et des appendices du Seigneur des anneaux, où l'on trouve notamment les arbres généalogiques des familles hobbites Bolger et Bophin (reproduits depuis dans l'édition du cinquantenaire du Seigneur des anneaux).
- La deuxième présente des écrits tardifs de J. R. R. Tolkien, datant de la fin des années 1960 ou du début des années 1970, sur lesquels Christopher s'est beaucoup basé pour publier, en 1977, le Silmarillion.
- La troisième partie se compose de deux textes qui sont des « enseignements » (teachings) du sage Noldo Pengolodh au marin Ælfwine.
- Enfin, dans la quatrième et dernière partie, on trouve des textes narratifs inachevés : The New Shadow, une ébauche de quelques pages se déroulant un siècle ou deux après la guerre de l'Anneau, et Tal-Elmar, un texte présentant la colonisation númenóréenne de la Terre du Milieu du point de vue des autochtones.

Christopher Tolkien met un point final à la série de l'Histoire de la Terre du Milieu avec ce tome. Depuis lors, des textes inédits de J. R. R. Tolkien continuent à être publiés par des fanzines comme Vinyar Tengwar ou Parma Eldalamberon.